# Kai Ewans
Kai Ewans, geboren als Kai Peter Anton Nielsen (Hørsholm, 10 april 1906 - Connecticut, 3 april 1988), was een Deens-Amerikaanse rietblazer in de jazz (altsaxofoon, klarinet), alsook bigbandleider. Hij geldt als een van de pioniers van de jazz in Denemarken.

## Biografie
Ewans begon op de banjo, rond 1923 stapte hij over op de saxofoon. Dat jaar richtte hij de Blues Jazz Band op, dat al in 1924 uiteenviel. Tot 1926 speelde hij bij Valdemar Eiberg. In 1927 ging hij spelen onder de naam Kai Ewans en in de periode 1927–28 leidde hij de eerste Deense bigband. Daarna leidde hij tot 1931 bands in België en Duitsland. Hij speelde vervolgens bij Bernard Etté, bij Kaj Julian (1931–32) en bij Erik Tuxen (1932–'36). In 1936 begon hij weer een eigen bigband, waarin verschillende musici van Tuxen speelden. In de bigband waren o.m. Peter Rasmussen, Erik Parker en Henry Hagemann, alsook de vocalisten Ingelise Rune, Raquel Rastenni en Freddy Albeck actief. De groep toerde in 1936 met Benny Carter (hiermee nam hij ook op) en een jaar later met Adelaide Hall. In 1947 stopte de groep. Hierna werkte hij in Amerika, waar hij met Benny Carter een restaurant had in Beverly Hills (1960-1964). Later dat decennium keerde hij terug naar Kopenhagen om weer te spelen. Ten slotte vestigde hij zich in Connecticut. Van 1924 tot 1946 was hij betrokken bij 75 opnamesessies in de jazz.
Ewans' kleindochter Vanessa was getrouwd met Donald Trump jr.

## Bron
- Erik Wiedemann, Kai Ewans. In: Barry Kernfeld (uitg.) The New Grove Dictionary of Jazz.